# IGO AMIGO
IGO AMIGOは、囲碁の若者への普及を目指して作られた、若手のプロ棋士とアマチュア有志による組織。
吉原由香里、鈴木大山、辻本祐介を中心に2005年に始められた「ゆかりとゆかいな仲間」を母体にして、2006年に発足。囲碁普及のイベントなどを開催。
2008年からフリーマガジン『碁的』を発行。2019年までに11冊が刊行されている。
2014年度まではプロ棋士1名と一般アマチュア有志2名が代表幹事を務めていた。プロ棋士の代表は初代が吉原由香里、2009年から万波佳奈、2014年から王唯任である。
2015年度からはアマチュア有志の代表幹事は1名となっている。

## ワークショップ
囲碁のルールを知らない入門者から19路盤が打てる級位者まで対応した、コース別ワークショップを毎月1～2回開催している。
会場にはこれまで日本棋院や、比較的大型の碁会所などが用いられている。

## IGO FESTIVAL
囲碁普及のイベントと2007年から開催。入門教室の他に様々なイベントが行われる。
第1回は池袋サンシャインシティで行い、約600名が参加。囲碁雑学クイズ、目隠し碁などの企画を実施。
2008年第2回は六本木ヒルズ森タワー東京シティビューで開催。女流九路盤棋戦「妙花」、女性限定入門講座「レディースAMIGO」などを実施。
2009年第3回は六本木ヒルズアリーナで開催。「妙花」、囲碁カフェ、囲碁ピクニック、女性棋士と男性棋士に別れた連碁などを実施。来場者は約3000人。
2010年第4回も六本木ヒルズアリーナで開催。13路盤による「妙花」、九路スタジアム、囲碁カフェ、などが開かれた。張栩による四路盤問題の出題・解説もされた。
2011年第5回は目白の街の8店舗にて開催。音楽、建築、スイーツなどさまざまな分野と囲碁の融合が企画された。同時に「IGO CAMP2011」をお台場東京カルチャーカルチャーで開催。
2012年第6回も目白の街で開催。新たな協力店を含めた9店舗と、椿ホールを会場として行われた。縁日、フレンチなど、昨年同様さまざまな分野と囲碁の融合が企画された。
妙花優勝者
- 2008年 加藤啓子
- 2009年 潘坤鈺
- 2010年 鈴木歩

## 碁的
2008年10月に創刊。年1号程度のペースで刊行。女性向けの記事が中心。連載コーナーに高梨聖健「恋のダメ詰まり」「愛のモタレ攻め」「恋のぐるぐるまわし」「愛のゆるみシチョウ」がある。第4号では「囲碁ガール」が特集されている。3号以降は女性プロ棋士が表紙を飾っており、3号では万波佳奈、4号では万波奈穂、5号では吉原由香里、6号では、下坂美織である。最新号の2015年の第7号では謝依旻が表紙を飾った。

## その他
2009年からは西銀座通りで行われる「銀座柳祭り」の中で「銀座de AMIGO」を開催。
2014年からは増上寺を中心に行われる和のフェスティバル、「向源」に参加。
関連組織として、中部地方の「nagoya amigo」、ニューヨークの「NYAMIGO」、ロンドンの「LonAmigo」がある。